# Santo Antônio do Descoberto
Santo Antônio do Descoberto – miasto i gmina w Brazylii leżące w stanie Goiás. Gmina zajmuje powierzchnię 944,14 km². Według danych szacunkowych w 2016 roku miasto liczyło 70 950 mieszkańców. Położone jest około 150 km na północny wschód od stolicy stanu, miasta Goiânia, oraz około 50 km na zachód od Brasílii, stolicy kraju. 
Osada o nazwie Santo Antonio do Descoberto została założona około 1722 roku w czasie brazylijskiej gorączki złota. Między 1722 a 1748 rokiem rozpoczęto budowę kaplicy. 14 maja 1982 roku Santo Antônio do Descoberto zostało podniesione do statusu gminy. Nowa gmina została utworzona poprzez wyłączenie z terenów z gminy Luziânia. 
W 2014 roku wśród mieszkańców gminy PKB per capita wynosił 8226,38 reais brazylijskich.